# Port lotniczy Heraklion
Port lotniczy Heraklion im. Nikosa Kazandzakisa (ang.: Heraklion International Airport "Nikos Kazantzakis", gr.: Κρατικός Αερολιμένας Ηρακλείου «Νίκος Καζαντζάκης», kod IATA: HER, kod ICAO: LGIR) – międzynarodowe lotnisko położone 5 km od centrum Heraklionu.
Jest najruchliwszym portem lotniczym na Krecie i jednym z największych w Grecji. W 2018 obsłużyło ok. 8 mln pasażerów.

## Linie lotnicze i połączenia
| Linia lotnicza                | Kierunek |
| ----------------------------- | --- |
| Aegean Airlines               | 1. Ateny 2. Saloniki Sezonowo: 1. Aleksandropolis 2. Bordeaux 3. Brest-Bretagne 4. Korfu (od 2 czerwca 2025) 5. Deauville 6. Frankfurt 7. Stambuł (od 2 czerwca 2025) 8. Kalamata 9. Kos (od 2 czerwca 2025) 10. Larnaka 11. Lille 12. Lyon 13. Marsylia 14. Metz/Nancy (od 2 czerwca 2025) 15. Monachium 16. Nantes 17. Naksos (od 1 czerwca 2025) 18. Paryż-Charles de Gaulle 19. Rodos 20. Tel Awiw 21. Tirana 22. Tuluza 23. Zurych Sezonowe czartery: 1. Braszów 2. Brema 3. Budapeszt 4. Krajowa 5. Friedrichshafen 6. Jassy 7. Lizbona 8. Memmingen 9. Münster/Osnabrück 10. Oradea 11. Timișoara 12. Erywań |
| AeroItalia                    | Sezonowo: 1. Mediolan-Bergamo |
| Air Astana                    | Sezonowo: 1. Ałmaty 2. Astana |
| Air France                    | Sezonowo: 1. Marsylia 2. Nicea 3. Paryż-Charles de Gaulle |
| Air Serbia                    | Sezonowo: 1. Belgrad |
| Air Baltic                    | Sezonowo: 1. Ryga 2. Tallinn 3. Wilno |
| Animawings                    | Sezonowo: 1. Bukareszt |
| Arkia Israel Airlines         | Sezonowo: 1. Tel Awiw |
| Austrian Airlines             | Sezonowo: 1. Wiedeń |
| Avion Express                 | Sezonowe czartery: 1. Wilno |
| Bluebird Airways              | Sezonowo: 1. Tel Awiw |
| British Airways               | Sezonowo: 1. Londyn-Gatwick 2. Londyn-Heathrow |
| Brussels Airlines             | Sezonowo: 1. Bruksela |
| Bulgaria Air                  | Sezonowo: 1. Sofia |
| Buzz                          | Sezonowe czartery: 1. Katowice 2. Wrocław |
| Chair Airlines                | Sezonowo: 1. Zurych |
| Condor                        | Sezonowo: 1. Düsseldorf 2. Frankfurt 3. Hamburg 4. Lipsk 5. Monachium 6. Stuttgart 7. Wiedeń 8. Zurych |
| Corendon Airlines             | Sezonowo: 1. Berlin 2. Kolonia/Bonn 3. Düsseldorf 4. Erfurt 5. Graz 6. Hanower 7. Linz 8. Norymberga 9. Rostock 10. Wiedeń |
| Corendon Dutch Airlines       | Sezonowo: 1. Amsterdam 2. Bruksela 3. Groningen 4. Maastricht Aachen |
| Cycladic                      | 1. Astipalea 2. Milos 3. Paros 4. Siros |
| Cyprus Airways                | 1. Larnaka |
| Discover Airlines             | Sezonowo: 1. Frankfurt 2. Monachium |
| EasyJet                       | Sezonowo: 1. / Bazylea 2. Berlin 3. Birmingham 4. Bordeaux 5. Bristol 6. Edynburg 7. Genewa 8. Liverpool 9. Londyn-Gatwick 10. Londyn-Luton 11. Manchester 12. Mediolan-Malpensa 13. Nantes 14. Neapol 15. Paryż-Charles de Gaulle |
| Edelweiss Air                 | Sezonowo: 1. Zurych |
| Enter Air                     | Sezonowe czartery: 1. Warszawa-Chopin |
| European Aviation Air Charter | Sezonowe czartery: 1. Graz 2. Linz 3. Warna |
| Eurowings                     | Sezonowo: 1. Berlin 2. Kolonia/Bonn 3. Dortmund 4. Düsseldorf 5. Graz (od 6 maja 2025) 6. Hamburg 7. Praga 8. Salzburg 9. Stuttgart Sezonowe czartery: 1. Innsbruck |
| Finnair                       | Sezonowo: 1. Helsinki |
| FlyOne                        | Sezonowe czartery: 1. Kiszyniów |
| Georgian Airways              | Sezonowo: 1. Erywań |
| GetJet Airlines               | Sezonowe czartery: 1. Wilno |
| Helvetic Airways              | Sezonowo: 1. Berno 2. Zurych |
| Heston Airlines               | Sezonowe czartery: 1. Wilno |
| HiSky                         | Sezonowe czartery: 1. Bukareszt 2. Oradea 3. Timișoara |
| Iberia Express                | Sezonowo: 1. Madryt |
| Iberojet                      | Sezonowe czartery: 1. Lizbona |
| Israir Airlines               | Sezonowo: 1. Tel Awiw |
| ITA Airways                   | Sezonowo: 1. Mediolan-Linate 2. Rzym-Fiumicino |
| Jet2.com                      | Sezonowo: 1. Belfast-International 2. Birmingham 3. Bristol 4. East Midlands 5. Edynburg 6. Glasgow 7. Leeds/Bradford 8. Liverpool 9. Londyn-Stansted 10. Manchester 11. Newcastle |
| Leav Aviation                 | Sezonowo: 1. Kolonia/Bonn |
| Lufthansa                     | Sezonowo: 1. Frankfurt 2. Monachium |
| Luxair                        | Sezonowo: 1. Luksemburg |
| Marabu                        | Sezonowo: 1. Düsseldorf 2. Frankfurt 3. Hamburg 4. Lipsk 5. Monachium 6. Norymberga 7. Stuttgart |
| Neos                          | Sezonowo: 1. Mediolan-Bergamo 2. Bolonia 3. Katania 4. Mediolan-Malpensa 5. Rzym-Fiumicino 6. Werona |
| Nordica                       | Sezonowe czartery: 1. Tallinn |
| Norwegian Air Shuttle         | Sezonowo: 1. Kopenhaga 2. Oslo-Gardermoen |
| Olympic Air                   | Sezonowo: 1. Rodos |
| Ryanair                       | Sezonowo: 1. Mediolan-Bergamo 2. Berlin 3. Bolonia 4. Bruksela-Charleroi 5. Mediolan-Malpensa 6. Saloniki 7. Wiedeń |
| Scandinavian Airlines System  | Sezonowo: 1. Kopenhaga 2. Oslo-Gardermoen Sezonowe czartery: 1. Göteborg |
| Sky Express                   | 1. Ateny 2. Kos 3. Rodos 4. Saloniki Sezonowo: 1. Bruksela 2. Karpatos 3. Lille 4. Lyon 5. Marsylia 6. Nantes 7. Paryż-Charles de Gaulle 8. Wolos 9. Zakintos Sezonowe czartery: 1. Amsterdam 2. Bukareszt 3. Kluż-Napoka 4. Jassy 5. Lizbona 6. Pardubice (od 4 czerwca 2025) 7. Sybin 8. Târgu Mureș 9. Weeze |
| SmartLynx                     | Sezonowe czartery: 1. Münster/Osnabrück 2. Tallinn |
| Smartwings                    | Sezonowo: 1. Bratysława 2. Brno 3. Koszyce 4. Ostrawa 5. Praga Sezonowe czartery: 1. Czeskie Budziejowice 2. Gdańsk 3. Karlovy Vary 4. Pardubice 5. Poznań 6. Warszawa-Chopin |
| Sunclass Airlines             | Sezonowe czartery: 1. Billund 2. Kopenhaga 3. Göteborg 4. Malmö 5. Oslo-Gardermoen 6. Sztokholm-Arlanda |
| Sundair                       | Sezonowo: 1. Berlin 2. Brema 3. Drezno 4. Kassel 5. Lubeka |
| Swiss International Air Lines | Sezonowo: 1. Genewa |
| Trade Air                     | Sezonowe czartery: 1. Lublana |
| Transavia                     | 1. Amsterdam Sezonowo: 1. Bruksela 2. Eindhoven 3. Lyon 4. Marsylia 5. Montpellier 6. Nantes 7. Paryż-Orly 8. Rotterdam |
| TUI Airways                   | Sezonowo: 1. Belfast-International 2. Birmingham 3. Bournemouth 4. Bristol 5. Cardiff 6. Dublin 7. East Midlands 8. Exeter 9. Londyn-Gatwick 10. Londyn-Stansted 11. Manchester 12. Newcastle 13. Norwich |
| TUI fly Belgium               | Sezonowo: 1. Antwerpia 2. Bruksela 3. Liège 4. Ostenda |
| TUI fly Deutschland           | Sezonowo: 1. Düsseldorf 2. Frankfurt 3. Hanower 4. Monachium 5. Stuttgart |
| TUI fly Netherlands           | Sezonowo: 1. Amsterdam 2. Eindhoven 3. Rotterdam |
| Tus Airways                   | 1. Larnaka Sezonowo: 1. Tel Awiw |
| Volotea                       | 1. Ateny Sezonowo: 1. Bari 2. Bordeaux 3. Lille 4. Lyon 5. Marsylia 6. Nantes 7. Neapol 8. Tuluza 9. Werona |
| Vueling Airlines              | Sezonowo: 1. Barcelona 2. Rzym-Fiumicino |
| Wizz Air                      | Sezonowo: 1. Belgrad 2. Bukareszt 3. Budapeszt 4. Gdańsk 5. Kraków 6. Mediolan-Malpensa 7. Rzym-Fiumicino 8. Sofia 9. Warszawa-Chopin |